# تيم دوني
تيم دوني (بالإنجليزية: Tim Downie)‏ هو كاتب وممثل بريطاني، ولد في 1977 في إنجلترا في المملكة المتحدة.

## أعمال

### أفلام
- (2014) بادنغتون[5][6]

## وصلات خارجية
- تيم دوني على موقع IMDb (الإنجليزية)
- تيم دوني على موقع قاعدة بيانات الفيلم (الإنجليزية)